# Barkingside
Barkingside è un sobborgo del borgo londinese di Redbridge, East London. La Fondazione Barnardo's, che gestisce enti di beneficenza a favore dei bambini, è stata fondata a Barkingside nel 1866, e la sua sede nazionale si trova ancora lì. Parte degli edifici più antichi di Barkingside è la Barnardo's Chapel, la stazione della metropolitana che in origine era una stazione ferroviaria edoardiana e la Chiesa della Santissima Trinità, che risale al 1840. Barkingside è un quartiere etnicamente e religiosamente diversificato, noto per un insolitamente alto concentrazione della popolazione ebraica di Londra.